# Antígona

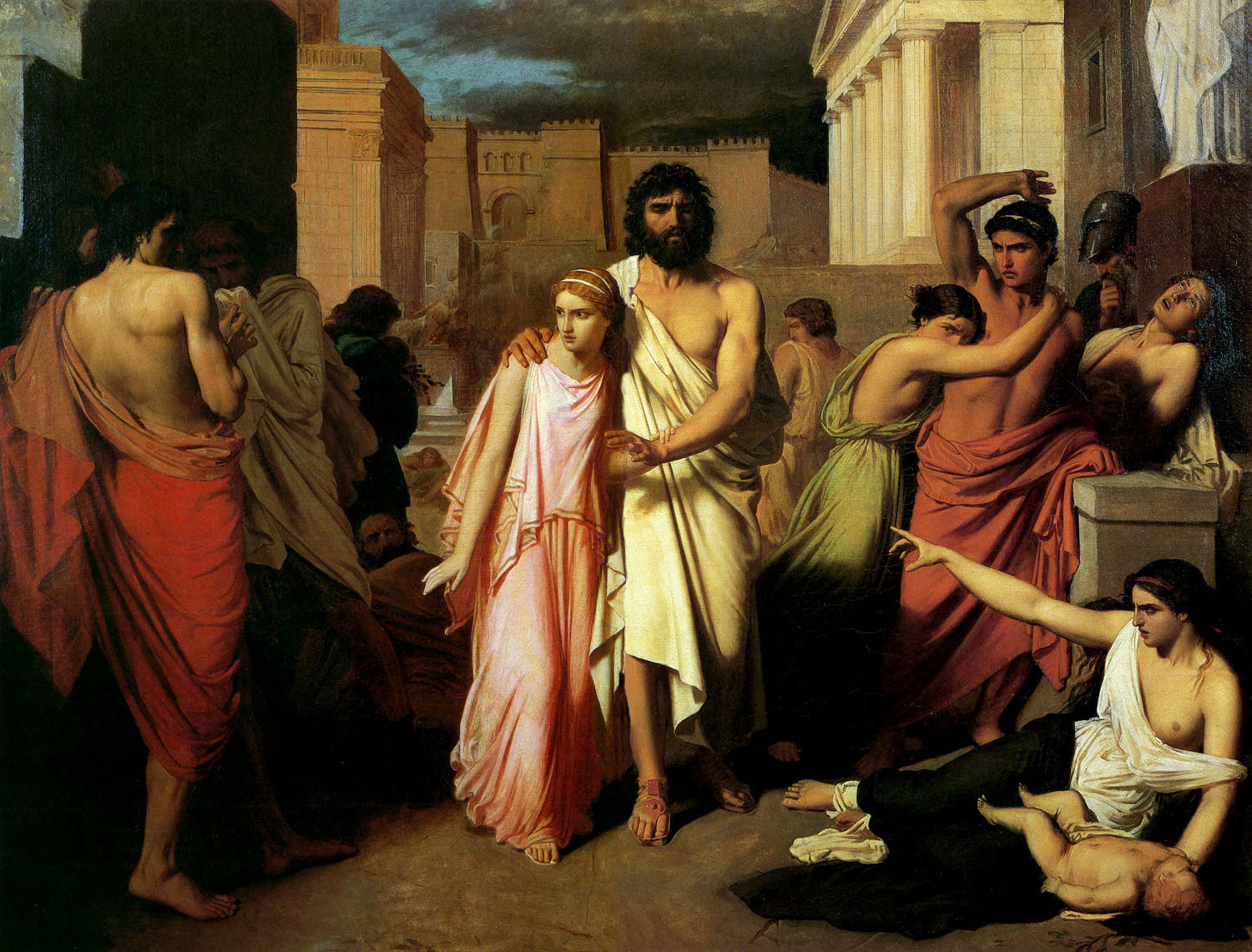
Óleo en lienzo de Charles Jalabert (1819 – 1901): Edipo y Antígona (Œdipe et Antigone, 1842). Antígona y su padre, Edipo, abandonan la ciudad de Tebas.

En la mitología griega, Antígona (en griego: Ἀντιγόνη) es la hija de Edipo que tuvo numerosas participaciones en las obras trágicas. Unos dicen que nació de la relación incestuosa entre Edipo y su madre Yocasta o Epicasta, y que sus hermanos fueron Ismene, Etéocles, y Polinices. La Odisea dice que Epicasta tomó en matrimonio a su hijo sin saberlo y, presa de la culpabilidad al descubrirlo terminó ahorcándose; en esta versión no se menciona a ningún descendiente. Edipo se habría casado entonces con Euriganea, hija de Hiperfante, y fue Eriganea la madre de los hijos de Edipo.
En el marco del episodio mítico de Los siete contra Tebas, se produce el enfrentamiento mortal de Etéocles y Polinices, ambos hermanos de Antígona, durante el asedio a Tebas. Ambos mueren, pero el primero, fiel a Tebas, ha sido enterrado con los debidos honores fúnebres mientras que el cadáver del segundo yace insepulto por orden de su tío, el rey tebano Creonte, como castigo por su traición a la ciudad. Antígona se resiste a cumplir la ley humana por respeto a la superior ley divina o derecho natural, y decide enterrar a Polinices. Creonte se entera de la desobediencia de Antígona y la condena a ser encerrada viva en una tumba. Durante su encierro, ella decide darse muerte a sí misma ahorcándose.
Esto da paso a otras dos muertes, la de Hemón, hijo de Creonte y prometido de Antígona, que cuando va a rescatarla y la ve muerta se suicida (no sin antes intentar dar muerte a su padre), y la de Eurídice, madre de Hemón y esposa de Creonte, que al enterarse de la muerte de su hijo se hiere de muerte con una espada.

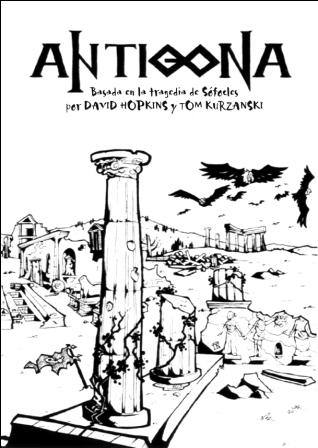
Comic Book Antigone, basado en la obra clásica de Sófocles, con guion de David Hopkins e ilustraciones de Tom Kurzanski

La figura de Antígona aparece en varias tragedias griegas, sobre todo en la del mismo nombre creada por Sófocles en el siglo V a. C..

## Etéocles y Polinices
En el mito, los dos hermanos varones de Antígona se encuentran constantemente combatiendo por el trono de Tebas, debido a una maldición que su padre Edipo había lanzado contra ellos. Se suponía que Etéocles y Polinices se iban a turnar en el trono, pero, en algún momento, Etéocles decide quedarse en el poder después de cumplido su turno, lo que se desencadena una guerra. Ofendido, Polinices busca ayuda en Argos, una ciudad rival, arma un ejército y regresa para reclamar lo que es suyo. La guerra concluye con la muerte de los dos hermanos en batalla, cada uno a manos del otro, como decía la maldición.
Creonte, hermano de Yocasta y tío, por tanto, de los hijos e hijas de Edipo, se convierte entonces en rey de Tebas y dispone que, por haber traicionado a su patria, Polinices no será enterrado dignamente y será dejado a las afueras de la ciudad al arbitrio de los cuervos y los perros (este mito es contado en la tragedia de Esquilo Los siete contra Tebas).
Los honores fúnebres eran muy importantes para los griegos, pues el alma de un cuerpo que no era enterrado estaba condenada a vagar por la tierra eternamente, sin ser admitido en el Hades. Por tal razón, Antígona decide enterrar a su hermano y realizar sobre su cuerpo los correspondientes ritos fúnebres, rebelándose así contra Creonte, su tío y suegro (pues estaba comprometida con Hemón, hijo de aquel).

## Muerte
La desobediencia lleva a Antígona a su propia muerte: es encerrada viva en una tumba, y termina ahorcándose. Por otra parte, Hemón, al ver muerta a su prometida, tras intentar matar a su padre, se suicida en el túmulo, abrazado a Antígona; mientras tanto, Eurídice, esposa de Creonte y madre de Hemón, se suicida al saber que su hijo ha muerto. Las muertes de Hemón y Eurídice provocan un profundo sufrimiento en Creonte, quien finalmente se da cuenta de su error al haber decidido imponer su soberanía por encima de las leyes divinas, acarreando su propia desdicha.

## Tema
La persistencia del tema de Antígona en la cultura de Occidente en todas sus épocas, a través de innumerables reelaboraciones en todos los géneros, ha sido señalada por George Steiner como el caso más extremo y extraordinario de permanencia y reiteración de un tema dramático. Steiner lo explica atribuyéndolo a que en él se condensan los cinco conflictos fundamentales que a su juicio dan origen a todas las situaciones dramáticas. El enfrentamiento entre Antígona y Creonte sobre el destino de los restos de Polinices plantea a la vez los conflictos entre hombres y mujeres, entre la vejez y la juventud, entre la sociedad y el individuo, entre los seres humanos y la divinidad (las leyes de los hombres o ley humana y la ley divina o la de los dioses) y entre el mundo de los vivos y el de los muertos.
Ambientada inmediatamente después de la batalla de Tebas, uno de los tópicos centrales de la tragedia “Antígona” es la tensión entre los intereses del Estado y el imprescindible proceso de duelo que atraviesan quienes pierden a un ser querido. Desde su estreno en el siglo V a. C. hasta la actualidad, la tragedia ha sido considerada un referente de los principios éticos que guían a las sociedades y que se identifican con una de las fuentes del derecho, el derecho natural, fundamento del iusnaturalismo, frente al derecho positivo y el consuetudinario; instalando disputas de sentido en el derecho a la sepultura y al duelo, que ratifican el valor universal de una tragedia que trasciende los tiempos y cuyo tratamiento sigue siendo imprescindible.

## Obras
El tema de Antígona ha dado lugar a varias obras artísticas musicales, narrativas y escénicas. Algunas son estas:
- Ca. 442 a. C.: Antígona (Ἀντιγόνη), tragedia de Sófocles.
- Antígona (Ἀντιγόνη), tragedia de Eurípides perdida en su mayor parte.
- 1580: Antígona o la piedad (Antigone ou la Piété), tragedia de Robert Garnier (1545-1590).
- 1772: Antígona (Antigone), ópera de Tommaso Traetta.
- 1773: Antígona (Antigona), ópera de Josef Mysliveček.
- 1817: Antígona y Edipo (Antigone und Oedip), canción de Schubert con texto de un poema de su amigo Johann Mayrhofer (1787-1836).
- 1917: Antígona (Antigone), obra de teatro de Walter Hasenclever.
- 1924-1927: Antígona (Antigone), ópera de Honegger con libreto de Cocteau basado en la tragedia de Sófocles.
- 1939: Antígona, obra de teatro en catalán de Salvador Espriu, no publicada por razones de censura hasta 1952, en la que el mito clásico se relaciona con la Guerra Civil española, en tanto Antígona se niega a admitir que haya vencedores y vencidos después de una guerra fratricida entre sus hermanos.
- 1942: Antígona (Antigone), obra de teatro de Jean Anouilh.
- 1947: Antígona, obra de teatro de Bertolt Brecht: reelaboración de la tragedia de Sófocles.
- 1949: Antígona (Antigonae), ópera de Carl Orff.
- 1950: Antígona Vélez, obra de teatro de Leopoldo Marechal.
- 1961: Antígona, película griega dirigida por Yorgos Javellas, con Irene Papas como Antígona.
- 1963: La Antígona berlinesa (Die Berliner Antigone), novela en prosa y en verso de Rolf Hochhuth.
- 1967: La tumba de Antígona, obra de teatro de María Zambrano.
- 1968: La pasión según Antígona Pérez, obra de teatro de Luis Rafael Sánchez.
- 1986:  Antígona furiosa, obra de teatro de la escritora argentina Griselda Gambaro.
- 1991: Antígona o la ciudad (Antigone oder Die Stadt), ópera de Georg Katzer (n. 1935).
- 1991: Antígona Vélez, ópera de Juan Carlos Zorzi con libreto de Javier Collazo.
- 1992: Antígona (Die Antigone des Sophokles nach der Hölderlinschen Übertragung für die Bühne bearbeitet von Brecht 1948. Suhrkamp Verlag), película alemana dirigida por Danièle Huillet, Jean-Marie Straub, que adapta la traducción alemana del texto de Sófocles y textos de Bertolt Brecht.
- 1997: Antígona (Antigone), novela de Henry Bauchau.
- 2004  Antígona Guaraní, de Víctor Sosa[5]
- 2012: Antígona, canción de Gata Cattana, perteneciente al álbum de rap Los Siete contra Tebas.
- 2012: Antígona Oriental, obra de teatro del director alemán Volker Lösch (n. 1963) que, partiendo de la tragedia de Sófocles, trata sobre la vida en la cárcel durante la dictadura en Uruguay (1973-1985).[7]
- 2012: Antígona González de Sara Uribe Sánchez.
- 2016: Antígona (Antigone), obra de teatro de Slavoj Žižek.
- 2016: Antígona  (Comic Book Antigone)  basado en la obra clásica de Sófocles, con guion de David Hopkins e ilustraciones de Tom Kurzanski[8]
- 2019: Antigone, película canadiense dirigida por Sophie Deraspe, que adapta libremente el texto de Sófocles.